# 萊奧拉 (密蘇里州)
萊奧拉（英語：Leora）是位於美國密蘇里州斯托達德縣的非建制地區。

## 歷史
萊奧拉的郵局於1880年設立，其後於1969年停運。

## 地理
萊奧拉所處的海拔為高於海平面116米（即381英呎），而該地所採用的時區為UTC-6，即北美中部時區（CST）。同時該地設有夏令時間，為UTC-6調快一小時，即UTC-5（CDT）。